# Linia Jubilee
Linia Jubilee este o linie a London Underground, care deservește capitala Regatului Unit, Londra. A fost construită în două secțiuni majore — inițial din Stanmore către Charing Cross și apoi din Green Park către Stratford (închizând simultan terminusul vechi de la Charing Cross). Din 27 de stații servite, 13 se află în subteran. Linia Jubilee este colorată gri (Corporate Grey) pe harta Metroului Londonez, pentru a marca jubileul de argint al Reginei, în cinstea căruia este și denumită.

## Stații

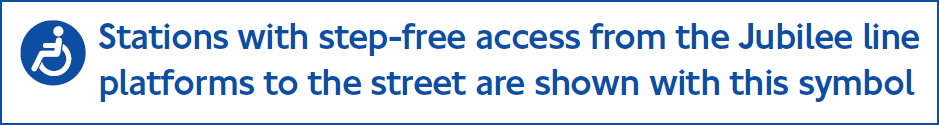
Notice explaining about step-free access. This can be found inside every Jubilee line train.

| Stație                                | Imagine | Rondel | Deschidere         | Informații |
| ------------------------------------- | ------- | ------ | ------------------ | --- |
| Stanmore                              |         |        | 10 decembrie 1932  | 1 |
| Canons Park                           |         |        | 10 decembrie 1932  | Deschisă sub numele de Canons Park (Edgware); redenumită în 19332                                                                |
| Queensbury                            |         |        | 16 decembrie 1934  | 3 |
| Kingsbury                             |         |        | 10 decembrie 1932  | 4 |
| Wembley Park                          |         |        | 14 octombrie 1893  | Legătură cu linia Metropolitan5                                                                                                  |
| Neasden                               |         |        | 2 august 1880      | 6 |
| Dollis Hill                           |         |        | 1 octombrie 1909   | 7 |
| Willesden Green                       |         |        | 24 noiembrie 1879  | 8 |
| Kilburn                               |         |        | 24 noiembrie 1879  | Deschisă sub numele de Kilburn & Brondesbury; redenumită pe 25 septembrie 19509                                                  |
| West Hampstead                        |         |        | 30 iunie 1879      | Legătură cu London Overground - linia North London și servicii National Rail10                                                   |
| Finchley Road                         |         |        | 30 iunie 1879      | Legătură cu linia Metropolitan11                                                                                                 |
| Swiss Cottage                         |         |        | 20 noiembrie 1939  | 12 |
| St. John's Wood                       |         |        | 20 noiembrie 1939  | 13 |
| Baker Street                          |         |        | 1 mai 1979         | Legătură cu liniile Bakerloo, Circle, Hammersmith & City și Metropolitan14                                                       |
| Bond Street                           |         |        | 1 mai 1979         | Legătură cu linia Central15 |
| Green Park                            |         |        | 1 mai 1979         | Legătură cu liniile Piccadilly și Victoria16                                                                                     |
| Westminster                           |         |        | 22 decembrie 1999  | Legătură cu linile Circle și District17                                                                                          |
| Waterloo                              |         |        | 24 septembrie 1999 | Legătură cu liniile Bakerloo, Northern (ramura Charing Cross) și Waterloo & City și servicii National Rail18                     |
| Southwark ( Waterloo East)            |         |        | 20 noiembrie 1999  | Legătură cu servicii National Rail de la Waterloo East19                                                                         |
| London Bridge ( Trenuri spre Gatwick) |         |        | 7 octombrie 1999   | Legătură cu linia Northern (ramura Bank) și servicii National Rail20                                                             |
| Bermondsey                            |         |        | 17 septembrie 1999 | 21 |
| Canada Water                          |         |        | 17 septembrie 1999 | Legătură cu London Overground - linia East London22                                                                              |
| Canary Wharf                          |         |        | 17 septembrie 1999 | Legătură cu Docklands Light Railway23                                                                                            |
| North Greenwich                       |         |        | 14 mai 1999        | Legătură cu Emirates Air Line de la Emirates Greenwich Peninsula24                                                               |
| Canning Town                          |         |        | 14 mai 1999        | Legătură cu Docklands Light Railway25                                                                                            |
| West Ham                              |         |        | 14 mai 1999        | Legătură cu liniile District și Hammersmith & City, Docklands Light Railway și servicii National Rail26                          |
| Stratford                             |         |        | 14 mai 1999        | Legătură cu linia Central, London Overground - linia North London, TfL Rail, Docklands Light Railway și servicii National Rail27 |
| 1. 2. 3.                              |         |        |                    | |

### Foste stații
Peroanele liniei Jubilee de la Charing Cross sunt încă folosite în anumite situații. De exemplu, când trenurile nu operează între Green Park și Stratford, acestea vor termina cursa (și pasagerii coboară) la Green Park înainte de la continua spre Charing Cross, unde există o cale ferată încrucișată și se pot întoarce spre vest. Peroanele sunt un loc popular pentru filme și televiziune deoarece sunt contemporane, iar trenurile sunt cele care chiar sunt utilizate în operarea normală.